# That's It for the Other One
«That's It for the Other One» es una canción por la banda estadounidense Grateful Dead. La canción fue publicada como la canción de apertura del álbum de 1968, Anthem of the Sun.
La canción fue publicada inicialmente como una “suite” de 4 secciones: «Cryptical Envelopment», «Quadlibet for Tender Feet», «The Faster We Go, The Rounder We Get» y «We Leave the Castle».

## Versiones en vivo
- Una versión grabada en el Shrine Auditorium en Los Ángeles, California el 24 de agosto de 1968, fue publicada en el álbum de 1992, Two from the Vault.[6]
- Una presentación grabada en el Fillmore West en San Francisco el 27 de febrero de 1969, fue publicada en los álbumes Fillmore West 1969,[7] Fillmore West 1969: The Complete Recordings[8] y Fillmore West 1969: February 27th.[9]
- Una versión grabada en el Carousel Ballroom el 14 de febrero de 1968 fue publicado en el álbum de 2009, Road Trips Volume 2 Number 2.[10]

## Otros lanzamientos
- La canción ha aparecido en numerosos álbumes recopilatorios de Grateful Dead:
  - Dick's Picks Volume 4 (1996)
  - Dick's Picks Volume 8 (1997)
  - Dick's Picks Volume 16 (2000)
  - Dick's Picks Volume 22 (2001)
  - Dick's Picks Volume 26 (2002)
- La canción aparece en el álbum de 2015, Smiling On a Cloudy Day.[11]